# Altena (patriciaatsgeslacht)

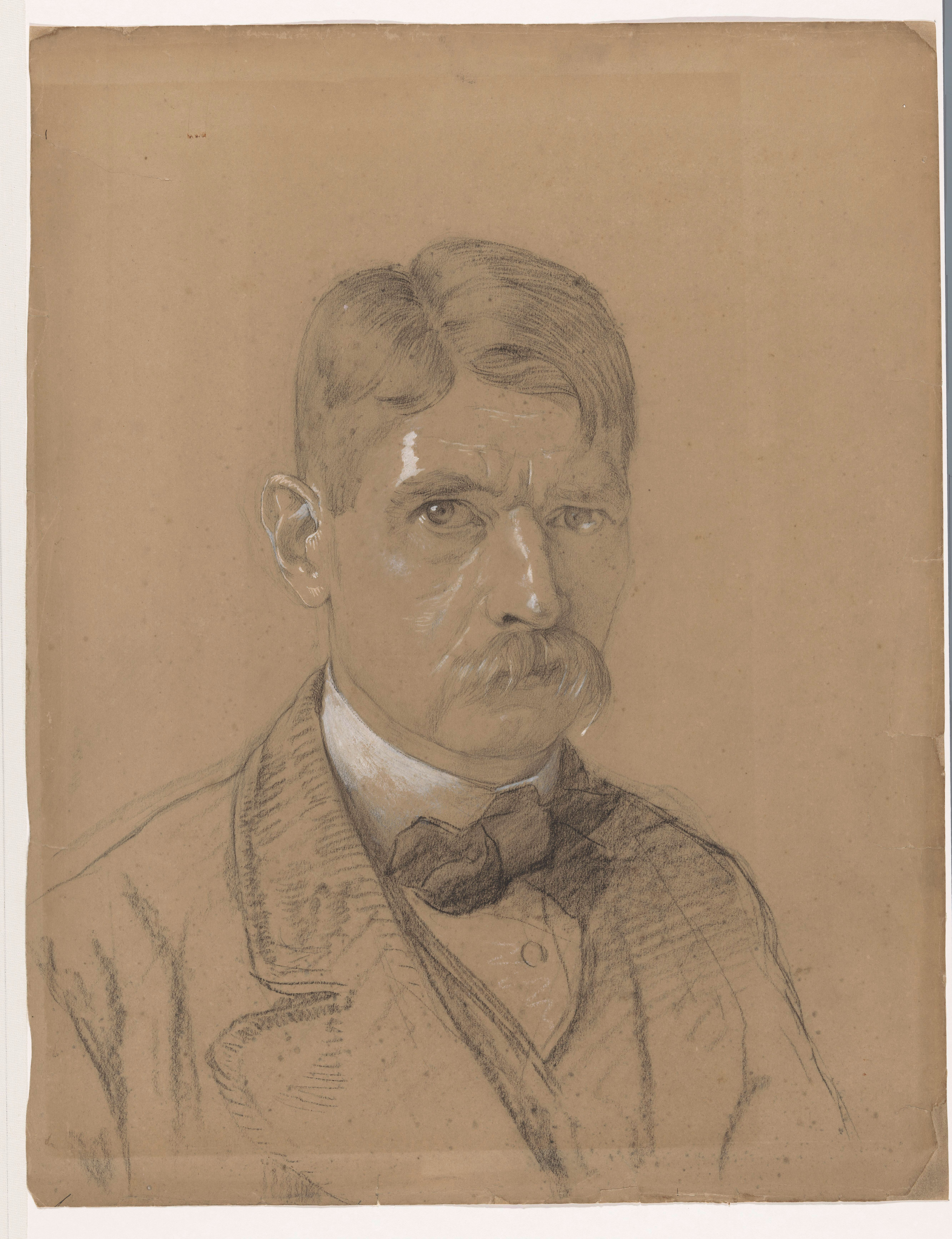
Zelfportret van Martinus van Regteren Altena, collectie Rijksmuseum Amsterdam.

Altena is een Nederlands geslacht dat in 1943 werd opgenomen in het Nederland's Patriciaat. Er is geen verwantschap met de Brabantse, adellijke familie Altena.

## Geschiedenis
De stamreeks begint met Jan Altena (1663-1741), die in 1702 in Utrecht trouwde met Catharina Brugman (1679-1762). In 1721 verkochten zij hun houtzaagmolen Den ouden keijzer aan de Vaartsche Rijn buiten de Tolsteegpoort. Hun zoon Pieter Altena (1703-1783) werd koopman in Amsterdam. Pieters gelijknamige kleinzoon Pieter Altena Mzn (1775-1838) en diens vrouw Grietje van Regteren (1774-1840) lieten in 1805 een zoon dopen met de namen Martines van Regteren. Uit hem is de lijn Van Regteren Altena ontstaan.

## Enkele telgen
- Mr. Johan Quirijn van Regteren Altena (1832-1915), advocaat en procureur, commissaris van de Deli Maatschappij; getrouwd in 1862 met Gerardina Maria Jonker (1836-1910)
  - Mr. Lucas van Regteren Altena (1865-1934), kassier-generaal bij De Nederlandsche Bank; trouwde met Charlotte Octavia Loman (1873-1963), dochter van prof. dr. Abraham Dirk Loman
    - Mr. Abraham Dirk van Regteren Altena (1897-1985), rechter arrondissementsrechtbank
      - Herman Hendrik (Carlos) van Regteren Altena (1927–2014), archeoloog; trouwde 1. met Marie-José Hengst (1924-1995), lid van de familie Hengst, trouwde 2. met Thérèse Cornips (1926-2016), vertaalster

    - Prof. dr. Iohan Quirijn van Regteren Altena (1899-1980), conservator, hoogleraar en directeur van het Rijksprentenkabinet; trouwde in 1929 met Augusta Louisa Wilhelmina van Royen (1906-2006), dochter van Jean François van Royen, lid van de familie Van Royen
      - Jean François (Jan) van Regteren Altena (1930), archeoloog
      - Maarten van Regteren Altena (1943), componist en contrabassist, zich noemende Maarten Altena; in relatie met juriste prof. dr. Inge van der Vlies die een biografisch artikel over de drukker Jean François van Royen publiceerde in het BWN

    - Dr. Carel Octavius van Regteren Altena (1907-1976), conservator van het Rijksmuseum van Natuurlijke Historie
    - Gerardina Maria (Mia) van Regteren Altena (1914-2009), kunstenares; trouwde met Jan Pot

  - Martinus (Mart) van Regteren Altena (1866–1908), schilder en graficus
    - Juliana Elisabeth (Juul) van Regteren Altena (1899), textielkunstenares

  - Maria Engelina (Marie) van Regteren Altena (1868–1958), schilderes.  Zij was een van de Amsterdamse Joffers.
  - Gerardina Maria van Regteren Altena (1873-1967); trouwde in 1903 met Nicolaas Beets (1878-1963), kunsthandelaar en onderdirecteur van het Rijksprentenkabinet
  - Johanna Quirina (Jo) van Regteren Altena (1876–1954), textielkunstenares
  - Mr. Pieter van Regteren Altena (1877-1941), raadsheer Hoge Raad der Nederlanden; trouwde in 1904 met jkvr. Jeannette Philippine Catharina Conradine Mollerus (1882-1939), lid van de familie Mollerus

## Familiewapen Van Regteren Altena
- Het wapen bestaat uit een rood schild met daarop een gouden rechter schuinbalk. De schuinbalk is beladen met drie roodgesnoerde jachthoorns met zilverbeslag.[1]

Geslachten die opgenomen zijn in het sinds 1910 verschijnende genealogische naslagwerk Nederland's Patriciaat. Lijst volgens opgave van het CBG Centrum voor familiegeschiedenis.
A · B · C · D · E · F · G · H · I · J · K · L · M · N · O · P · Q · R · S · T · U · V · W · Y · Z